# Сјаду
Сјаду (фр. Ciadoux) насеље је и општина у јужној Француској у региону Миди Пирене, у департману Горња Гарона која припада префектури Сен Годан.
По подацима из 2011. године у општини је живело 262 становника, а густина насељености је износила 26,93 становника/km². Општина се простире на површини од 9,73 km². Налази се на средњој надморској висини од 350 метара (максималној 382 m, а минималној 252 m).

## Демографија
| 1962. | 1968. | 1975. | 1982. | 1990. | 1999. | 2011. |
| ----- | ----- | ----- | ----- | ----- | ----- | ----- |
| 197   | 207   | 188   | 196   | 203   | 186   | 262   |

График промене броја становника у току последњих година